# Skitchin’
Skitchin' — компьютерная игра в жанре гонок на выживание, разработанная и изданная Electronic Arts для Sega Genesis в 1994 году. В игре предстоит заниматься роллерблейдингом, то есть кататься на роликах, исполняя различные трюки, и цепляться за машины, мотоциклы, грузовики (также называется скитчингом). Игроку необходимо защищать своего персонажа и атаковать его соперников, пока он не доберётся до финиша. За победу персонаж получает денежное вознаграждение. Игра очень напоминает Road Rash той же студии. В своё время игра не получила широкого распространения среди русскоговорящей аудитории и поэтому малоизвестна в странах СНГ.
Skitchin получила смешанные отзывы критиков. Её хвалили за графику и критиковали за плохой геймплей.

## Игровой процесс
В Skitchiń предстоит участвовать в гоночном турнире на роликах против других роллеров в 12 разных городах, в том числе в New York City и San Diego. На протяжении гонки игрок может ускоряться, прыгать, пригибаться и атаковать других гонщиков. Игрок также может зацепиться за проезжающий транспорт, чтобы ускориться. Для атаки соперников можно подобрать лежащее на дороге оружие нунчаки, цепь, палку (водосточную трубу), монтировку, кнут и бейсбольную биту. Дорожные конусы на обочине дороги могут указывать на наличие поблизости оружия. Некоторые соперники уже имеют вышеупомянутое оружие, которое может быть отобрано игроком, если противник держит его в руках. С собой можно носить сразу несколько видов оружия и циклически перебирать их. Если подпрыгнуть на рампе, то можно выполнить трюки, нажимая одну из любых кнопок в воздухе. Когда вы успешно выполняете трюк, в левом нижнем углу экрана на мгновение появляется трио судей, чтобы оценить сложность трюка.
Персонаж начинает игру со $100. Игрок зарабатывает больше денег, побеждая в гонках, цепляясь за различные автомобили (за полицейские машины вознаграждение больше), выполняя сложные трюки, и, сбивая противников в бою. В перерывах между гонками игрок может проверить состояние своих роликов, колес и защитного снаряжения, которые со временем изнашиваются, а также может зайти в магазин для покупки нового снаряжения. После завершения гонки есть возможность записать код и использовать его в новой игровой сессии (при выключении и включении приставки), чтобы сохранить прогресс. Игра завершается после того, как у персонажа заканчивается здоровье, он пойман полицией или не может заменить изношенные ролики.

## Разработка и релиз
Skitchiń была разработана в подразделении EA Canada. Она была создана Dave Ralston и разработана Dave Warfield под руководством Tim Brengle. Программировалась Lance Wall, Daniel Wesley и Lee Ingraham. Художниками являлись Tony Lee, Jack Snowden и Cindy Green. Игровой движок был взят у Road Rash, так как он получился очень успешным.
Для сбора материалов для трюков, показанных в игре, команда разработчиков отправились в крытый скейт-парк в Торонто, где они находились под руководством Troy Manering, имеющего в обществе репутацию лучшего роллера. Потом они арендовали склад и установили несколько рамп, где Snowden провел несколько дней, снимая на видео, как Manering выполняет различные движения, которые были покадрово перерисованы художниками-аниматорами для персонажа игры. Для внутриигровых изображений граффити, команда разработчиков провели исчерпывающую экскурсию в Торонто и фотографировали различные граффити, которые им нравились. После нахождения контактного номера на одной из стен, они связались с Carlos Zelaya, Zack Benwell и Nelson Garcia. Из-за того, что те ребята были подростками и не могли водить авто, интервью брали на железнодорожной станции. Художники были впечатлены идеей игры и предложили саундтрек в жанре гранж во время визита в офисы EA Canada. Игровой композитор, Джефф ван Дайк, изначально не был осведомлен о жанре музыки, но развил предпочтение к нему после того, как заперся в комнате и прослушал коллекцию CD групп из Seattle.
В ответ на продолжающиеся споры о насилии в видео играх и сомнениях в законности деятельности, изображенной в названии, команда разработчиков несколько раз редактировала игру, чтобы смягчить или удалить изображения, которые можно было бы считать неоправданно жестокими. Игра включает в себя отказ от ответственности после загрузки, где предупреждает игроков об опасном характере трюков и действий, изображенных в игре, а также о риске серьёзных травм при попытке их повторить.
Skitchiń была выпущена в Северной Америке и Европе в марте 1994. Игра рекламировалась в журналах англоговорящих стран под заголовком «Skatin', Hitchin', Bitchin', Skitchin'». Ответственная в Electronic Arts за связи с общественностью Fiona Murphy рассказывала в интервью, что в Американском словаре сленгов слово bitchiń означает 'хорошо, превосходно, отлично.' Поэтому оно применялось с учётом этого значения и не являлось ненормативной лексикой. Skitchiń это остросюжетная, хардкорная уличная игра и они «видели» слово bitchiń в заголовках газет, что отражало настрой игры, а также удобно рифмовалось со 'Skitchiń'.

## Рецензии
| Иноязычные издания | Иноязычные издания |
| Издание            | Оценка             |
| ------------------ | ------------------ |
| EGM                | 30/50              |
| GamePro            | 19,5/20            |
| Mean Machines Sega | 78 %               |

Mister Blister из GamePro похвалил уникальную идею, плавные и хорошо прорисованные визуальные эффекты и «невероятный» хэви-метал саундтрек, хотя отметил, что управление было немного вялым. Rob Bright и Steve Merrett из Mean Machines Sega высоко оценили визуальные эффекты и трюковую систему с рампами, но посчитали, что отсутствие разнообразия в трассах привело к тому, что игровой процесс стал монотонным, а также открестились от трэш-метал саундтрека, заявив что он «слабый» и для «тех, у кого ущербные вкусы». Обозреватели игр из Electronic Gaming Monthly прокомментировали: «Графика классная, но в игре есть масса опций (например, классный режим для двух игроков), поиграйте в неё лишь раз и вы поймете замысел».